# Bade jezik
Bade jezik (bedde, bede, gidgid; ISO 639-3: bde), afrazijski jezik zapadnočadske skupine kojim govori 250 000 ljudi (1993) na područjima nigerijskih država Yobe i Jigawa. 
Zajedno s jezicima ngizim [ngi] i teshenawa [twc], svi iz Nigerije čini istoimenu podskupinu. Ima nekoliko dijalekata: gashua bade (mazgarwa), južni bade (bade-kado), zapadni bade (magwaram, maagwaram) i izumrli shirawa. U upotrebi je i hausa [hau].

## Vanjske poveznice
- Ethnologue (14th)
- Ethnologue (15th)